# Guðmundur Róbert Guðmundsson
Guðmundur Róbert Guðmundsson (* 12. November 1988) ist ein isländischer Radrennfahrer und nationaler Meister im Radsport.

## Sportliche Laufbahn
Guðmundur ist im Straßenradsport aktiv. Die nationale Meisterschaft im Straßenrennen gewann er 2016. 2016 siegte er im Rennen Cube Prologue.
Er war Teilnehmer an den Spielen der kleinen Staaten von Europa 2017 und wurde 25. im Straßenrennen und 11. im Einzelzeitfahren.